# ZNF408
ZNF408‏ (Zinc finger protein 408) هوَ بروتين يُشَفر بواسطة جين ZNF408 في الإنسان.